# Шевченко Євген Олександрович
Євген Олександрович Шевченко (біл. Яўген Аляксандравіч Шаўчэнка, рос. Евгений Александрович Шевченко, нар. 6 червня 1996, Мінськ) — білоруський футболіст, нападник клубу «Арсенал» (Тула).
Виступав, зокрема, за клуб «Мінськ», а також національну збірну Білорусі.

## Клубна кар'єра
Народився 6 червня 1996 року в місті Мінськ. Вихованець футбольної школи клубу «Мінськ». У 2013 році став виступати за дублюючий склад. У червні 2014 року головним тренером «Мінська» став Андрій Пишнік, який до цього очолював дубль. Новий тренер відразу запросив Шевченка разом з іншими молодими гравцями в основну команду. 6 липня 2014 року Євген дебютував в Вищій лізі, вийшовши на заміну на 68-й хвилині в матчі з «Нафтаном» (4:0). В кінці сезону регулярно став з'являтися і в стартовому складі мінського клубу.
У грудні 2014 року він продовжив контракт з Мінськом. У сезоні 2015 він змагався переважно за дубль столичного клубу, також брав участь у Юнацькій лізі УЄФА 2015/16, де білоруси вилетіли вже у першому раунді. У Вищій лізі того сезоні він лише в 5 матчах виходив на заміну. У сезоні 2016 йому вдалося закріпитися в основній команді мінчан, часто виступаючи в стартовому складі, але у вересні 2017 року втратив місце у складі. У сезоні 2018 року він взяв участь у всіх 30 матчах чемпіонату та забив 5 голів. У січні 2019 року він підписав новий контракт зі столичним клубом і у сезоні 2019 року він залишився основним нападником, забивши 5 голів у 29 іграх чемпіонату. Загалом за п'ять сезонів взяв участь у 106 матчах чемпіонату, забивши 12 голів.
1 січня 2020 року підписав контракт з «Динамо-Берестя», з яким навесні виграв свій перший трофей — Суперкубок Білорусі, втім на полі в тому матч не виходив. Станом на 15 квітня 2020 року відіграв за брестських «динамівців» 2 матчі в національному чемпіонаті.

## Виступи за збірні
2012 року дебютував у складі юнацької збірної Білорусі (U-17), загалом на юнацькому рівні взяв участь у 6 іграх.
11 листопада 2016 року дебютував у складі молодіжної збірної Білорусі в товариському матчі зі збірною України, вийшовши на заміну у другому таймі. Загалом протягом 2016—2018 років на молодіжному рівні зіграв у 13 офіційних матчах, забив 2 голи.
13 жовтня 2019 року дебютував в офіційних іграх у складі національної збірної Білорусі у відбірковому матчі до чемпіонату Європи 2020 року проти Нідерландів, вийшовши на заміну в кінці зустрічі.

## Статистика виступів

### Статистика виступів за збірну
| Дата       | Місто         | Господарі | Результат | Гості      | Турнір            | Голи | Примітки |
| ---------- | ------------- | --------- | --------- | ---------- | ----------------- | ---- | -------- |
| 13-10-2019 | Мінськ        | Білорусь  | 1 – 2     | Нідерланди | Відбір до ЧЄ 2020 | -    | 83'      |
| 26-2-2020  | Софія (місто) | Болгарія  | 0 – 1     | Білорусь   | товариський матч  | -    | 60' 78'  |
| Усього     |               | Матчів    | 2         |            | Голів             | 0    |          |

## Досягнення
- Володар Суперкубка Білорусі: 2020, 2025
- Володар Кубка Білорусі: 2022-23